# Prozagedicht
Een prozagedicht of gedicht in proza is een gedicht dat niet in versvorm is geschreven. Het heeft dus het uiterlijk van een "gewone" tekst (proza).

## Kenmerken
Kenmerkend voor een prozagedicht is echter niet alleen het ontbreken van witruimte en rijm zoals bij een gedicht. Er wordt namelijk ook gebruikgemaakt van stijlmiddelen die typisch zijn voor poëzie, zoals ritme, alliteratie, assonantie en poëtische, vaak vervreemdende beeldspraak. Bij wat langere prozagedichten, zoals die van Oscar Wilde, spreekt men ook over het poëtische korte verhaal. 

## Franse voorlopers
Als voorloper van het genre wordt Aloysius Bertrand beschouwd, met zijn bundel Gaspard de la nuit (1842). Het is Charles Baudelaire die het boek van Bertrand herontdekt, dat inmiddels in de vergetelheid was geraakt. Hierdoor geïnspireerd schreef hij de bundel Petits poèmes en prose (1869), ook bekend onder de titelLe spleen de Paris, die 50 prozagedichten bevat.

## Nederlandstalige navolgers
In de jaren 1890 werd het prozagedicht door de Nederlands-Limburgse schrijver Frans Erens in de Nederlandse literatuur geïntroduceerd. Het voorbeeld voor zijn "gedichten in proza", zoals Erens ze aanduidde, waren Baudelaires Petits poèmes en prose. Zowel prozaschrijvers als dichters (onder anderen Lodewijk van Deyssel, Aart van der Leeuw, H. Marsman, Paul van Ostaijen, F. Bordewijk, Noto Soeroto, Bernardo Ashetu) schreven prozagedichten. Ook de dichter Bert Schierbeek schreef veel prozagedichten, die hij zelf "proëzie" noemde, een samentrekking van "proza" en "poëzie".
Een van de beroemdste voorbeelden uit de Nederlandse letterkunde is de laatste bladzijde van Hugo Claus' Oostakkerse gedichten, met vier prozagedichten.
In de huidige Nederlandstalige poëzie profileert Alain Delmotte zich als verdediger van het prozagedicht, onder meer in zijn verzameling 'Breedschrift' (2024).